# Chionaema perornata
Chionaema perornata är en fjärilsart som beskrevs av Walker 1854. Chionaema perornata ingår i släktet Chionaema och familjen björnspinnare. Inga underarter finns listade i Catalogue of Life.